# Мартика
Марти́ка (англ. Martika, полное имя: Марта Марреро, англ. Marta Marrero; род. 18 мая 1969) — американская певица (автор-исполнитель) и актриса кубинского происхождения из Калифорнии.
В 1989 году Мартика две недели возглавляла американский чарт с песней «Toy Soldiers».
В том же 1989 году у певицы вышел первый альбом, который так и назывался — Martika, — и добрался до 15 места в США.
До начала свой музыкальной карьеры, в детстве, Мартика снялась в киноверсии мюзикла «Энни» (1982, в титрах указана не была), а c 1984 по 1986 год снималась в детском телесериале Kids Incorporated. В 1988 году выпустила свой первый сингл «More Than You Know», который уже попал в американские чарты. А «Toy Soldiers» был выпущен через год и был её вторым синглом.
Второй альбом певицы — Martika’s Kitchen — появился на свет в 1991 году. Песни на нём певице помогал писать Принс, с которым у Мартики был кратковременный роман.

## Дискография
См. статью «Martika discography» в английском разделе.
Студийные альбомы
- Martika (1988)
- Martika’s Kitchen (1991)
- Violince (2004, в составе группы Oppera)
- Oppera (2005, в составе группы Oppera)